# The Final Storm
The Final Storm é um romance histórico de Jeff Shaara passado no Teatro de Operações do Pacífico durante a Segunda Guerra Mundial. Ele segue de forma aproximada a sua trilogia sobre a Segunda Guerra Mundial que termina com No Less Than Victory. Foi publicado em 17 de maio de 2011.

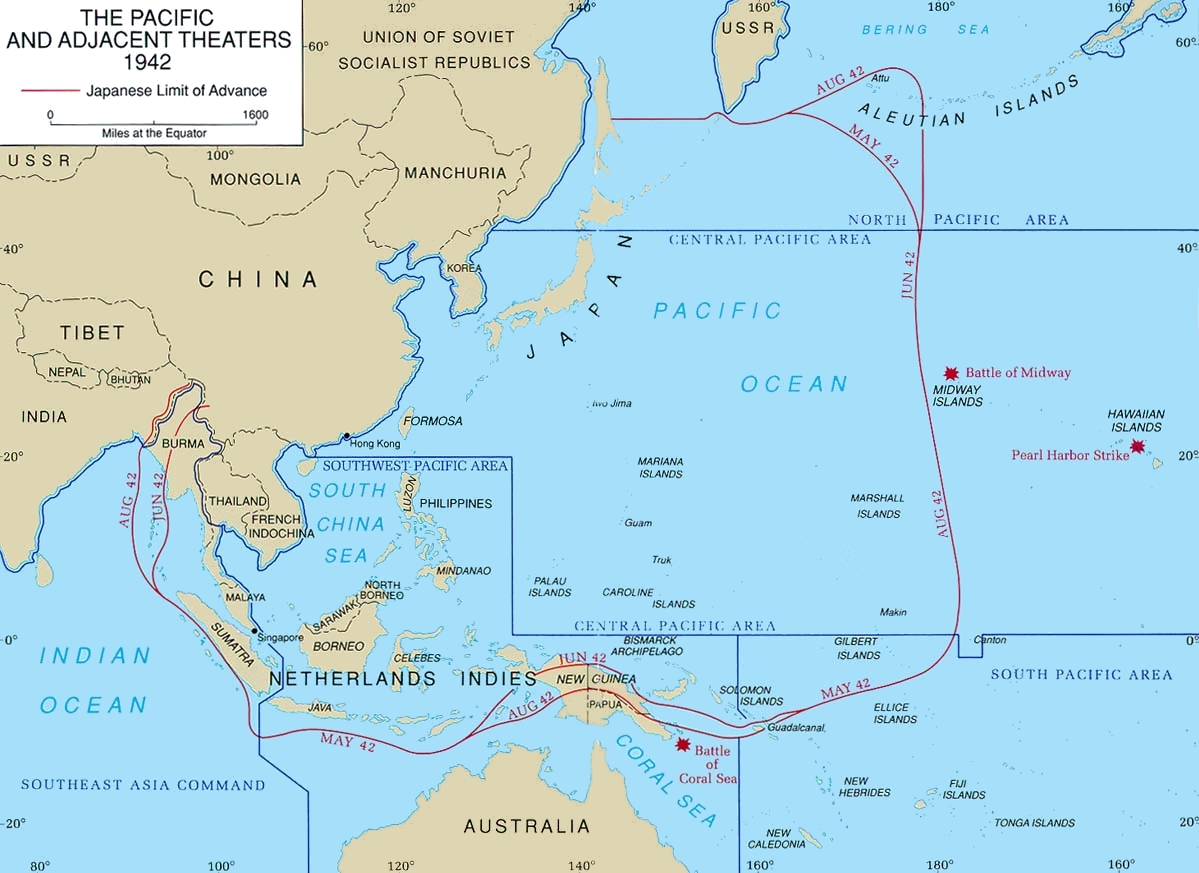
Teatro de Operações do Pacífico

A história começa em Fevereiro de 1945 quando um submarino americano passa pelo choque de ser emboscado por dois navios japoneses. A história então passa para fins de Março e início de Abril, onde o romance cobre a Batalha de Okinawa, o lançamento das bombas atômicas em Hiroshima e Nagasaki e a rendição do Japão. A primeira parte da narrativa é contada principalmente a partir dos pontos de vista do Almirante Chester W. Nimitz, Private Clay Adams (irmão de Jesse Adams, personagem de The Rising Tide e The Steel Wave) e do General japonês Mitsuru Ushijima. A segunda parte da narrativa é contada principalmente a partir dos pontos de vista do Presidente Harry S. Truman, do Brigadeiro-General Paul Tibbets e do Dr. Okiro Hamishita, médico que vive perto de Hiroshima.